# Operculina macrocarpa
Operculina macrocarpa är en vindeväxtart som först beskrevs av Carl von Linné, och fick sitt nu gällande namn av Urban. Operculina macrocarpa ingår i släktet Operculina och familjen vindeväxter. Inga underarter finns listade i Catalogue of Life.